# Terrasson-Lavilledieu
Terrasson-Lavilledieu (en occitano Terrasson e La Vila Dieu) es una comuna y población de Francia, en la región de Nueva Aquitania, departamento de Dordoña, en el distrito de Sarlat-la-Canéda. Es el chef-lieu y mayor población del cantón de su nombre.
Su municipal oficial en 2008 era de 6 218 habitantes. Su aglomeración urbana tenía una población de 11 333 personas (en 2007), y la constituían además las comunas de Le Lardin-Saint-Lazare, Condat-sur-Vézère, Cublac (Corrèze) y Beauregard-de-Terrasson.
Está integrada en la Communauté de communes du Terrassonais, de la cual es la mayor población.

## Geografía
Terrasson-Lavilledieu forma parte del Périgord Noir. Está cerca de los departamentos de Corrèze y Lot. La atraviesa el río Vézère. 
La villa está atravesada por la carretera N89. El 14 de enero de 2008 fue inaugurado un tramo de la autopista A89 que conecta con la población. También el nuevo aeropuerto de Brive - Souillac se sitúa relativamente próximo a la población.
Dispone de estación de ferrocarril.

## Demografía
| 2 398 | 2 969 | 2 880 | 2 709 | 2 893 | 2 945 | 3 095 | 3 220 | 3 336 | 3 234 | 3 682 | 3 680 | 3 884 | 4 078 | 3 997 | 3 864 | 3 737 | 3 627 | 3 572 | 3 794 | 3 413 | 3 570 | 3 510 | 3 657 | 3 751 | 3 684 | 4 146 | 5 528 | 6 221 | 6 305 | 6 004 | 6 180 | 6 218 |
| Para los censos de 1962 a 1999 la población legal corresponde a la población sin duplicidades (Fuente: INSEE [Consultar]) |       |       |       |       |       |       |       |       |       |       |       |       |       |       |       |       |       |       |       |       |       |       |       |       |       |       |       |       |       |       |       |       |

## Historia
Fruto de la fusión de las antiguas comunas de La Villedieu y de Terrasson en 1963, se llamó inicialmente Terrasson-la-Villedieu, nombre que se cambió en 1997 por Terrasson-Lavilledieu.

## Lugares y monumentos
- Sepulturas merovingias
- Iglesia románica de La Villedieu
- Iglesia de Saint-Sour (siglo XV)
- Vieux Pont (siglo XV)
- Casco antiguo
- Pont Neuf (1830)
- Jardins de l'Imaginaire (siglo XX)
- Museo del chocolate

## Hermanamientos
- Bierstadt (Alemania), desde 1991
- Bodegraven (Países Bajos), desde 1992
- Theux (Bélgica), desde 1994